# Jean Goethals
Jean François Antoine Goethals (Kortrijk, 18 november 1794 - Brussel 15 augustus 1875) was lid van het Belgisch Nationaal Congres

## Levensloop
Jean Goethals behoorde tot de notabele Kortrijkse familie Goethals. In oktober 1830 was hij kapitein van de Burgerwacht en werd door het Voorlopig Bewind tot arrondissementscommissaris voor Kortrijk benoemd, ambt dat hij tot in 1836 bekleedde.
In 1830 werd hij tot lid verkozen van het Nationaal Congres.
Jean Goethals was republikein. In de zitting van 22 november 1830 (de eerste die hij bijwoonde) verklaarde hij: Om mijn stem te motiveren zeg ik met volle overtuiging dat een republiek de meest volmaakte staatsvorm is, waardig van de vooruitgang van de beschaving en van de macht van het volk. Hij was dan ook een van de dertien die bij de definitieve stemming voor de republiek stemden, tegenover 174 die stemden voor de monarchie constitutionnelle représentative, sous un chef héréditaire.
Hij hield nog verschillende betogen, vaak in een oratorisch enigszins opgezwollen stijl. Met zijn 23 tussenkomsten in de openbare zittingen, was hij een actief lid. Zijn stemgedrag verliep als volgt: voor de onafhankelijkheidsverklaring, voor de eeuwigdurende uitsluiting van de Nassaus, voor de kandidatuur van de hertog van Nemours, voor Surlet de Chokier als regent. Hij stemde voor Leopold van Saksen Coburg en verklaarde in hem veel gaven te zien, maar vervolgens stemde hij tegen de aanvaarding van het Verdrag der XVIII artikelen, wat in feite een contradictie was.
In 1831-1832 was hij lid van de Kamer van Volksvertegenwoordigers, maar bood toen ontslag aan.
In september 1836 werd Goethals verkozen tot provincieraadslid voor West-Vlaanderen en de maand daarop tot bestendig afgevaardigde, wat hij zou blijven tot in 1862. Hij speelde een belangrijke rol in het provinciebestuur.
Goethals bleef ongehuwd.